# Bocas Air
Bocas Air fue una aerolínea de Panamá que operó destinos nacionales. Tenía su sede administrativa en el Aeropuerto Internacional Marcos A. Gelabert, Ciudad de Panamá.
El 31 de marzo del 2021, la compañía obtuvo de la Autoridad Aeronáutica Civil de Panamá el certificado de explotación de transporte aéreo público, nacional, regular y no regular de pasajeros, carga y correo luego de cumplir satisfactoriamente los requisitos y exigencias requeridas por la Dirección de Seguridad Aérea de esta institución. Desde abril del 2021, ofrece vuelos regulares a Isla Colón, Changuinola y David.
El 22 de julio del 2022, la AAC de Panamá suspendió las operaciones de Bocas Air por negligencias y errores en los procedimientos operativos y de mantenimiento.

## Flota histórica
| Aeronaves        | Total | Introducido | Retirado | Matrículas               |
| ---------------- | ----- | ----------- | -------- | ------------------------ |
| Beechcraft 1900D | 1     | 2021        | 2022     | HP-1948BT (rrg. HP-1948) |

## Antiguos destinos
| Destinos         | Aeropuertos                                 | Notas |
| ---------------- | ------------------------------------------- | ----- |
| Bocas del Toro   | Aeropuerto Internacional José Ezequiel Hall |       |
| Changuinola      | Aeropuerto de Changuinola                   |       |
| Ciudad de Panamá | Aeropuerto Internacional Marcos A. Gelabert | HUB   |
| David            | Aeropuerto Internacional Enrique Malek      |       |

## Accidentes e incidentes
- 12 de marzo de 2021: un Beechcraft 1900D (HP-1948) sufrió la pérdida de su puerta de carga trasera, después de veinte minutos de haber partido del Aeropuerto Internacional Marcos A. Gelabert de Ciudad de Panamá. La aeronave transportaba ocho pasajeros y su tripulación. El incidente no produjo heridos.[4]